# Cá đổng quéo
Cá đổng quéo, còn gọi là cá phèn quéo, cá nhiễu hay cá đầu vuông, tên khoa học là Branchiostegus japonicus, là một loài cá biển thuộc chi Branchiostegus trong họ Malacanthidae. Loài này được mô tả lần đầu tiên vào năm 1782.

## Phạm vi phân bố và môi trường sống
Từ đảo Honshu (Nhật Bản), cá đổng quéo được phân bố trải dài đến khu vực Biển Đông, bao gồm bờ biển Trung Quốc, Việt Nam và vùng biển xung quanh Philippines. Russell và Housten (1989) đã báo cáo về sự xuất hiện của loài này tại biển Arafura, tuy nhiên không có bằng chứng cho điều này.
Ở Việt Nam, cá đổng quéo được ghi nhận tại lưu vực sông Hồng (thuộc địa phận Thái Bình và Nam Định), cù lao Chàm (Quảng Nam), vịnh Vân Phong (Khánh Hòa) và Bạc Liêu.
Cá đổng quéo ưa sống trên nền đáy có nhiều cát bùn, được tìm thấy ở độ sâu khoảng 30 đến 265 m. Loài này thường được bắt gặp ở vùng nước sâu (từ 80 m trở ra xa). Ở vịnh Wakasa,  những mẫu cá thí nghiệm được thả ở vùng nước tương đối nông (sâu khoảng 30 m) đã bơi ra vùng nước sâu hơn để sống.

## Mô tả
Cá đổng quéo có chiều dài cơ thể lớn nhất được ghi nhận là 46 cm, nhưng chiều dài thường thấy ở loài cá này là 35 cm.

## Sinh thái học
Cá đổng quéo sống trong hang do chính chúng đào dưới nền đáy biển. Đây là nơi để chúng nghỉ ngơi vào ban đêm và trốn khỏi những loài săn mồi.

## Thương mại
Cá đổng quéo là một loài thương mại quan trọng ở Nhật Bản, được bán trên thị trường dưới dạng tươi sống, đóng hộp hoặc đông lạnh với giá cao.